# Idioma angas
El angas es un idioma de Nigeria perteneciente a las lenguas chadianas occidentales , concretamente en el llamado grupo A, donde forma el subgrupo homónimo junto con otras lenguas como el sura o el goemai. Lo hablan unas 400000 personas y a pesar de esta escasa base poblacional se considera que es "vigoroso", es decir, no está amenazado porque se usa de forma regular en las comunicaciones cotidianas de la población.

## Lenguas vecinas
Bəlnəŋ, una lengua chadic occidental A3 estrechamente relacionada con los angas. Lo hablan unas 500 personas en la única aldea de Langung, que está rodeada por las aldeas Tal en el este y las aldeas Miship en el oeste.
Los hablantes de sur-myet, una lengua de la meseta, están rodeados de hablantes de angas, pero, no obstante, el sur sigue siendo una lengua bien mantenida.
La lengua anga también ha sufrido una amplia influencia del Tarok.

## Fonológia
|              | Anteriores | Centrales | Posteriores |
| ------------ | ---------- | --------- | ----------- |
| Cerrada      | i iː       |           | u uː        |
| Semicerradas | eː         | ə əː      | oː          |
| Semiabiertas | ɛ          | ə əː      | ɔ           |
| abiertas     |            | a aː      |             |

- Los sonidos /ɛ, ɔ/ solo se escuchan como equivalentes cortos de /eː, oː/, que solo se escuchan durante un tiempo prolongado.[7]

### Consonantes
|                      |                    | Labiales | Labiales | Labiales | Alveolares | Alveolares | Palato- alveolar | Palato- alveolar | Palatales | Palatales | Velares | Velares | Velares | Glotales |
| plana                | lab.               | pal.     | plana    | lab.     | plana      | lab.       | plana            | lab.             | plana     | lab.      | pal.    |         |         | Glotales |
| -------------------- | ------------------ | -------- | -------- | -------- | ---------- | ---------- | ---------------- | ---------------- | --------- | --------- | ------- | ------- | ------- | -------- |
| Nasales              | Nasales            | m        | mʷ       | mʲ       | n          | nʷ         |                  |                  | ɲ         | ɲʷ        | ŋ       |         |         |          |
| Oclusivas/ Africadas | Sordas             | p        | pʷ       | pʲ       | t          |            | t͡ʃ               | t͡ʃʷ              |           |           | k       | kʷ      |         | ʔ        |
| Oclusivas/ Africadas | sonoras            | b        | bʷ       | bʲ       | d          |            | d͡ʒ               | d͡ʒʷ              |           |           | ɡ       | ɡʷ      |         |          |
| Oclusivas/ Africadas | sonoras prenasales | ᵐb       |          |          | ⁿd         |            | ⁿd͡ʒ              |                  |           |           | ᵑɡ      |         |         |          |
| Oclusivas/ Africadas | sordas prenasales  | ᵐp       |          |          |            |            | ⁿt͡ʃ              |                  |           |           | ᵑk      |         |         |          |
| Oclusivas/ Africadas | implosivas         | ɓ        | ɓʷ       |          | ɗ          |            |                  |                  |           |           | ɠ       | ɠʲʷ     | ɠʲ      |          |
| Fricativas           | sordas             | f        | fʷ       | fʲ       | s          |            | ʃ                | ʃʷ               |           |           |         |         |         | h        |
| Fricativas           | sonoras            | v        | vʷ       |          | z          |            | ʒ                | ʒʷ               |           |           | ɣ       |         |         |          |
| Fricativas           | sordas prenasales  |          |          |          |            |            | ⁿʃ               |                  |           |           |         |         |         |          |
| Fricativas           | sonora prenasales  |          |          |          |            |            | ⁿʒ               | ⁿʒʷ              |           |           |         |         |         |          |
| Aproximantes         | Aproximantes       | w        |          |          | l          | lʷ         |                  |                  | j         |           |         |         |         |          |
| Vibrante múltiple    | sonora             |          |          |          | r          | rʷ         |                  |                  |           |           |         |         |         |          |
| Vibrante múltiple    | prenasales         |          |          |          | ⁿr         |            |                  |                  |           |           |         |         |         |          |

## Alfabeto
| a | b | ɓ | c  | d | ɗ | dy | e | ǝ  | f | g | h | ḥ | i | j | k | l |
| m | n | ṇ | ny | o | p | r  | s | sh | t | u | v | w | y | z | ẓ | ʼ |

## Otras lecturas
- Donald A. Burquest. 1971. A Preliminary Study of Angas Phonology. Zaria: Institute of Linguistics.
- Donald A. Burquest. 1973. A Grammar of Angas. University of California at Los Angeles, PhD dissertation.